# 에드먼드 레이턴
에드먼드 블레어 레이턴(영어: Edmund Blair Leighton, 1852년 9월 21일~1922년 9월 1일)은 섭정시대와 중세시대를 주제로 한 역사 장르 풍경을 그린 영국의 화가이다. 그의 예술은 19세기 중후반과 20세기 초반의 라파엘 전파와 연관되어 있다.

## 생애
레이턴은 1852년에 화가 찰스 블레어 레이턴(1823~1855)과 캐롤라인 레이턴(옛 성은 부시)의 아들로 태어났다. 그는 유니버시티 칼리지 스쿨에서 교육을 받았고, 15세에 중퇴하고 차(tea)를 판매했다. 그는 미술을 공부하고 싶어서 사우스켄싱턴에서 야간 수업을 들었고, 그 후 런던 뉴먼 스트리트에 있는 헤더리 미술학교에 진학했다. 21세에는 왕립예술원에 입학했다. 그의 첫 의뢰작 중에는 Cassell's Magazine과 Book of British Ballads의 흑백 삽화가 있었다. 왕립예술원에 전시된 그의 첫 작품은 1874년작 《제목의 결함》으로, 200파운드에 판매되었다. 그는 곧 흑백 삽화 제작을 그만두고 남은 생애 동안 캔버스에 유화로 그림을 그렸다. 그는 1885년 캐서린 내쉬(Katherine Nash)와 결혼하여 아들 에드먼드 J. 블레어 레이턴(Edmund J. Blair Leighton)과 딸을 두었다. 그의 아들 역시 아버지를 따라 화가가 되었다. 그는 1920년까지 매년 왕립예술원에 작품을 전시했다.
레이턴은 정교한 장인이었으며, 매우 완성도 높고 장식적인 역사적 그림을 제작했다. 이는 주로 기사도와 중세 의상을 입은 여성을 묘사한 낭만주의 그림으로 대중적 호감을 불러일으키기도 했다. 그는 일기를 남기지 않은 듯하며, 왕립 아카데미에서 40년 넘게 작품을 전시했지만 그는 학회 회원이나 준회원은 아니었다.

## 작품

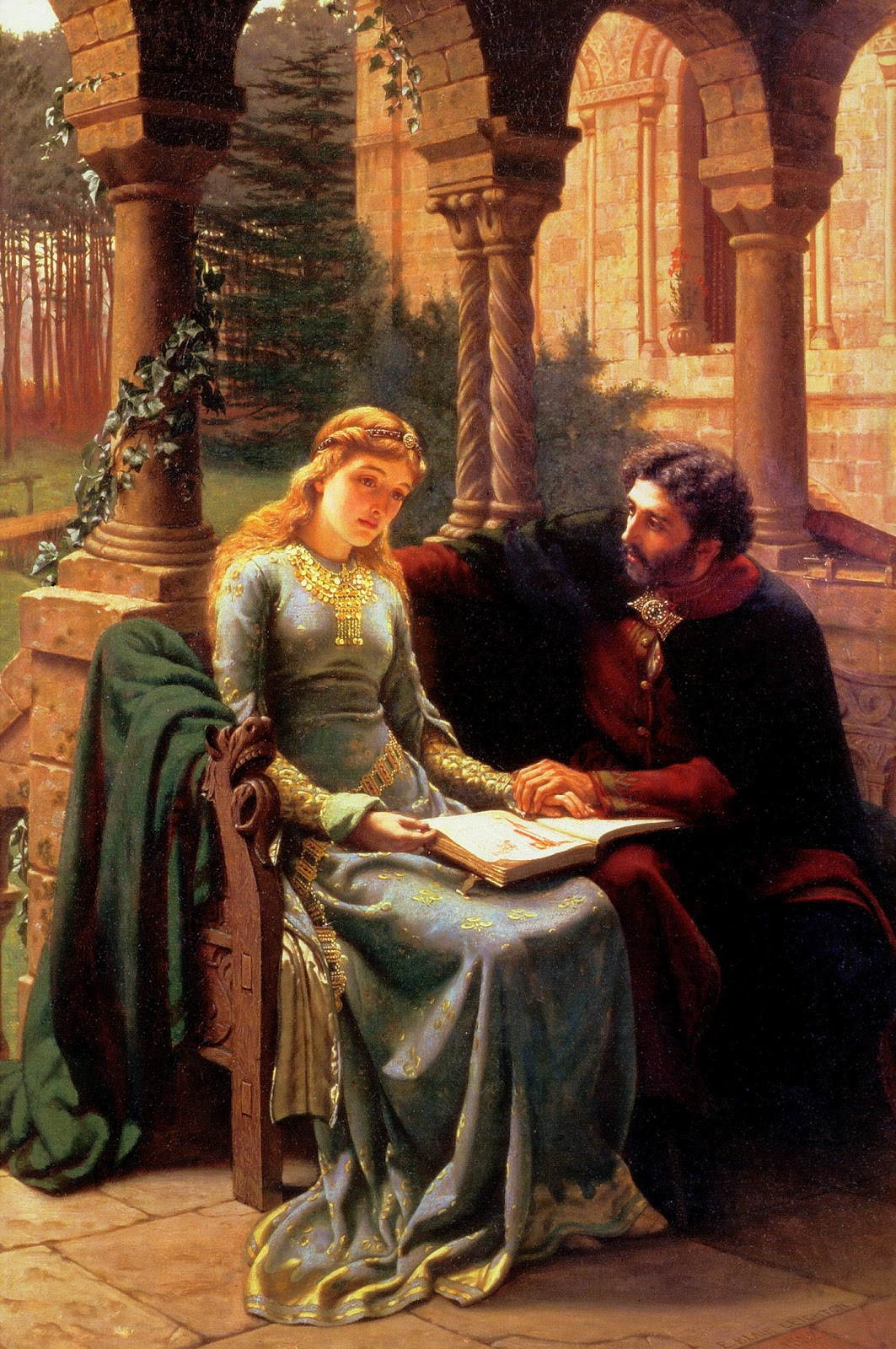
《피에르 아벨라르와 그의 학생 엘로이즈》, 1882년
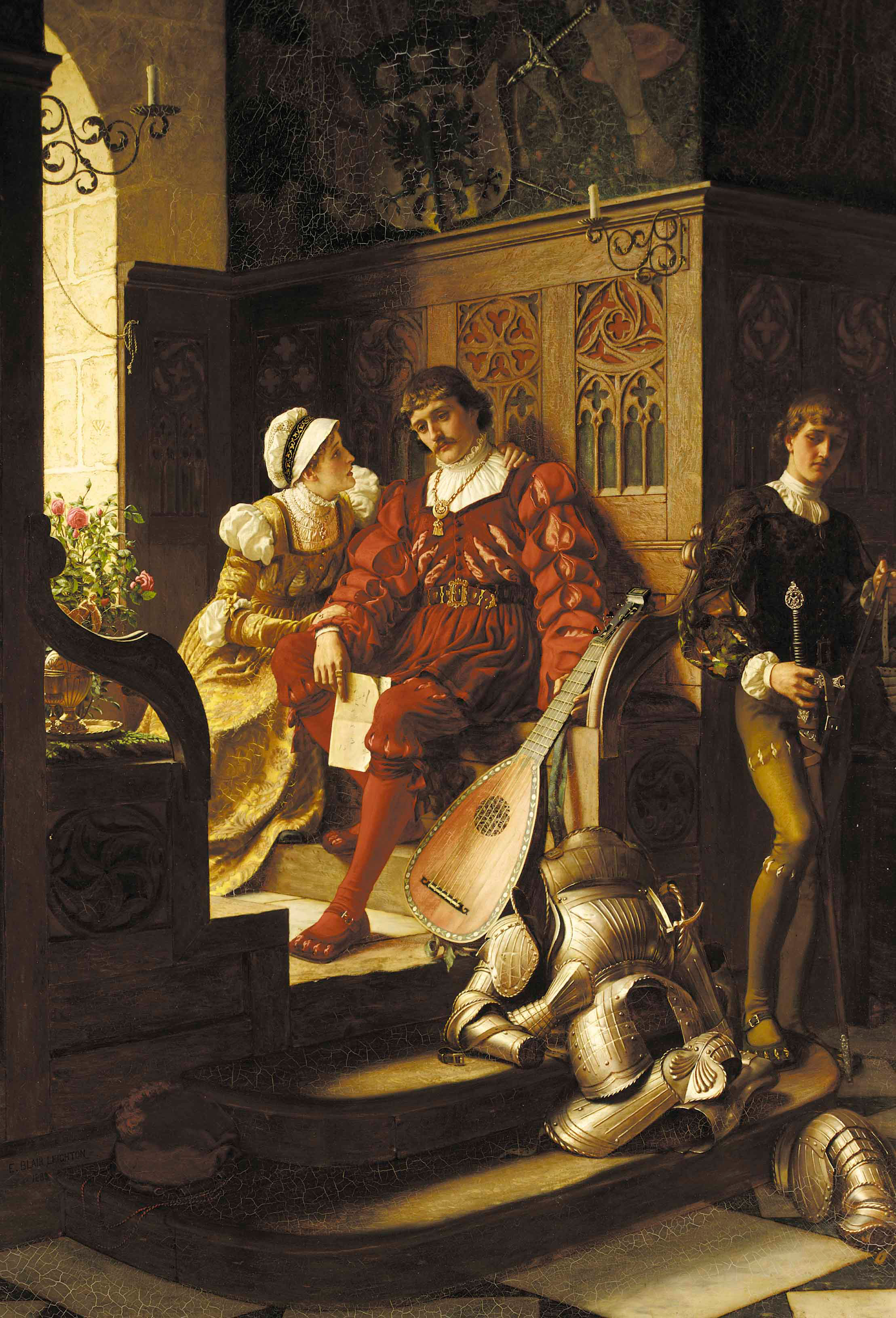
《의무》, 1883년
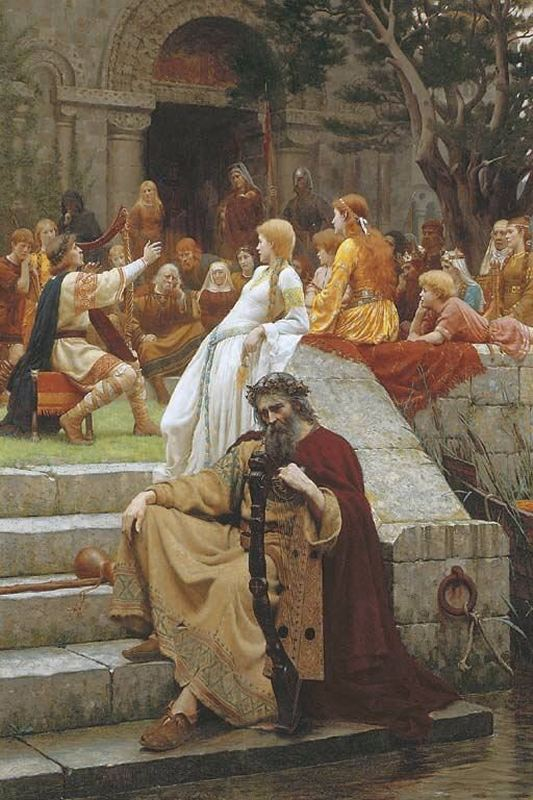
《빛바랜 영광》, 1889년
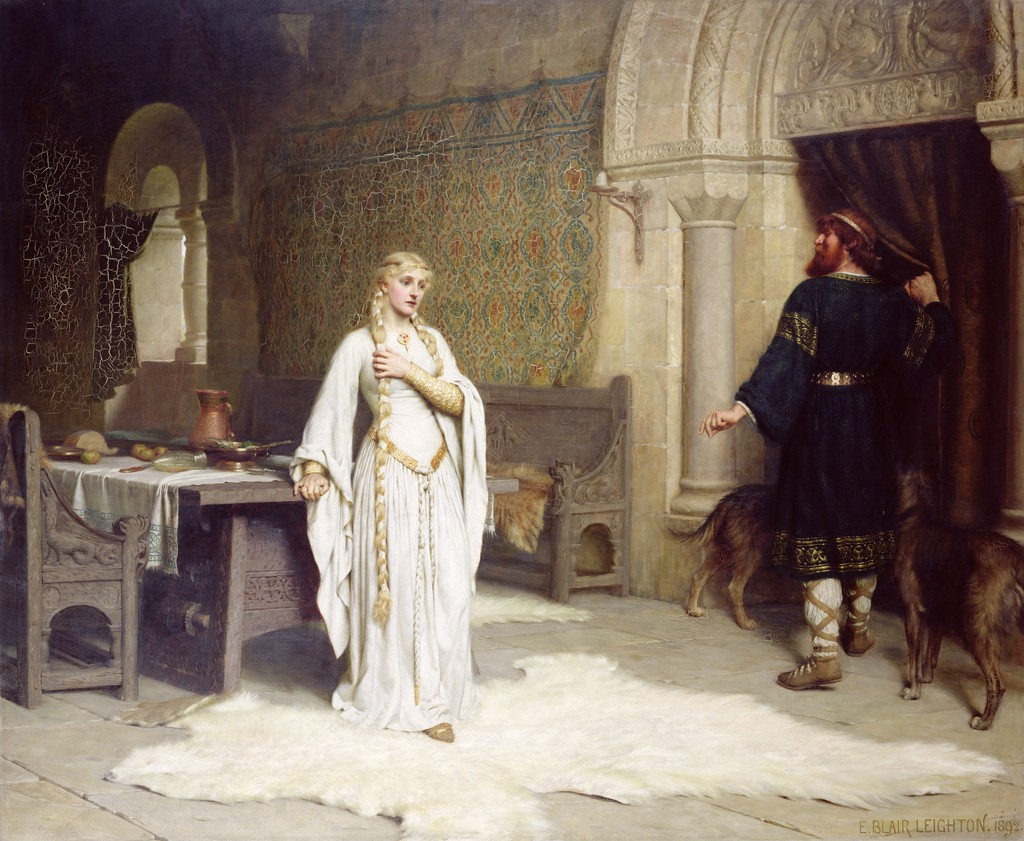
《고다이바 부인》, 1892년
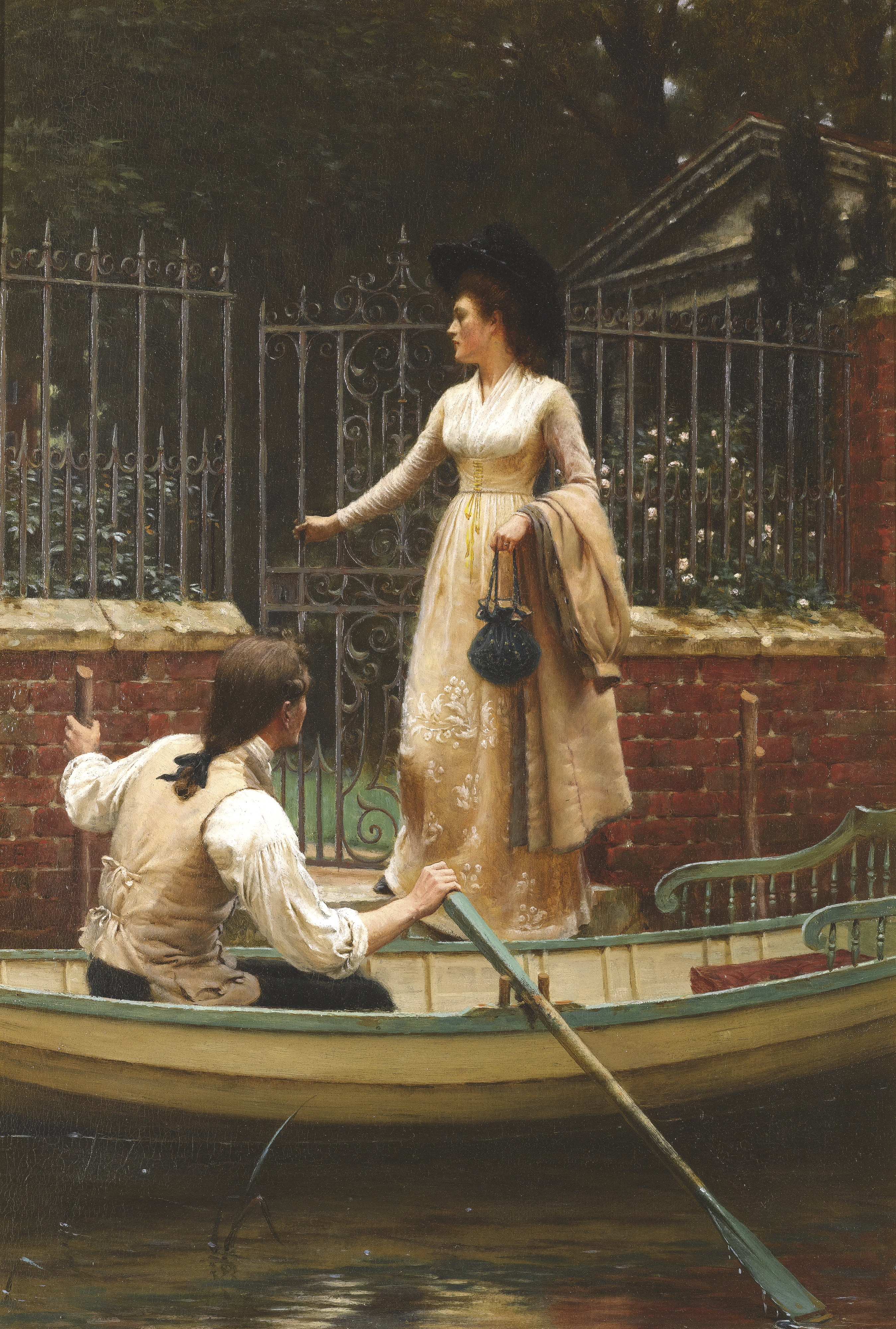
《엘로페먼트》, 1893년
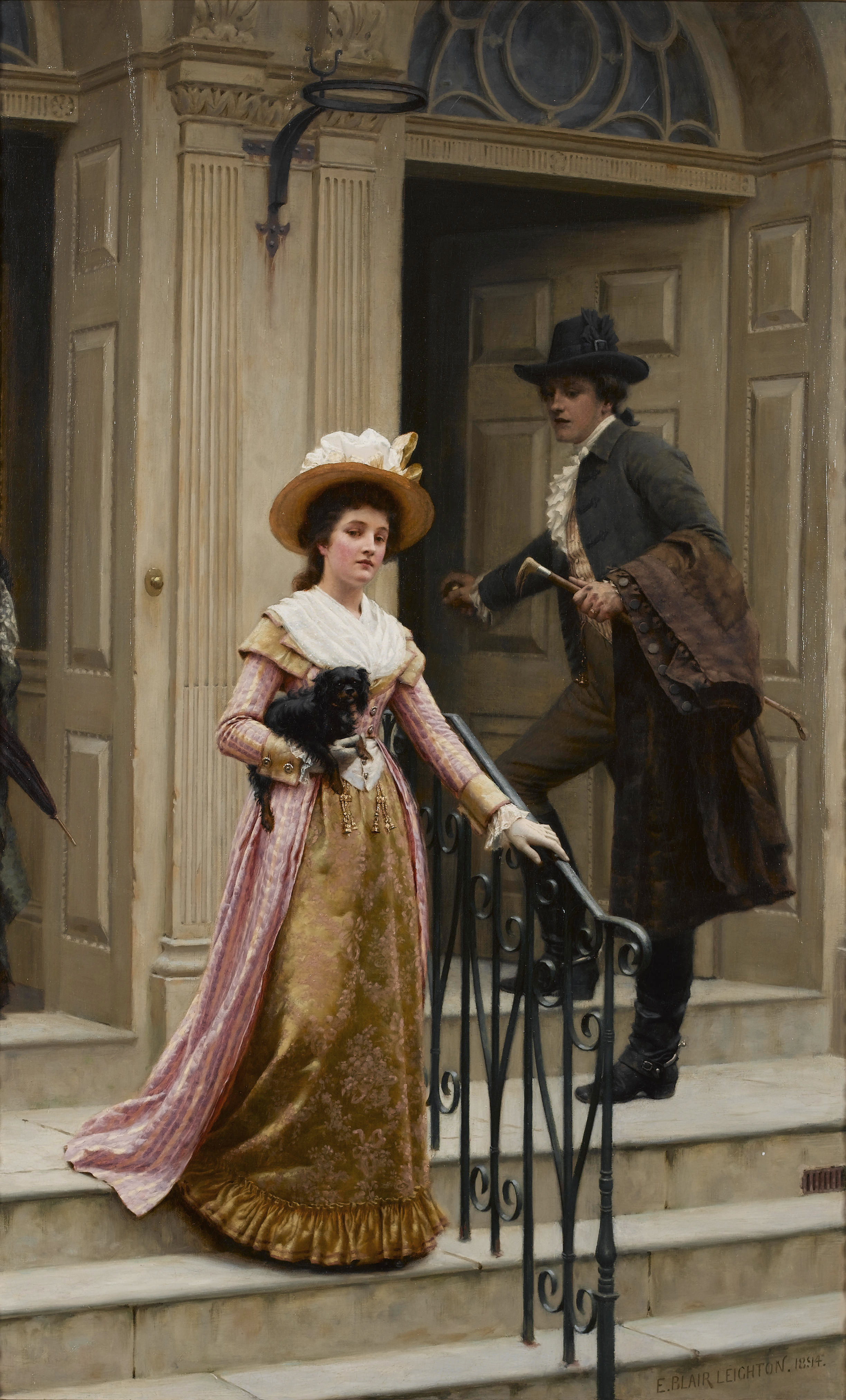
《옆집 이웃》, 1894년
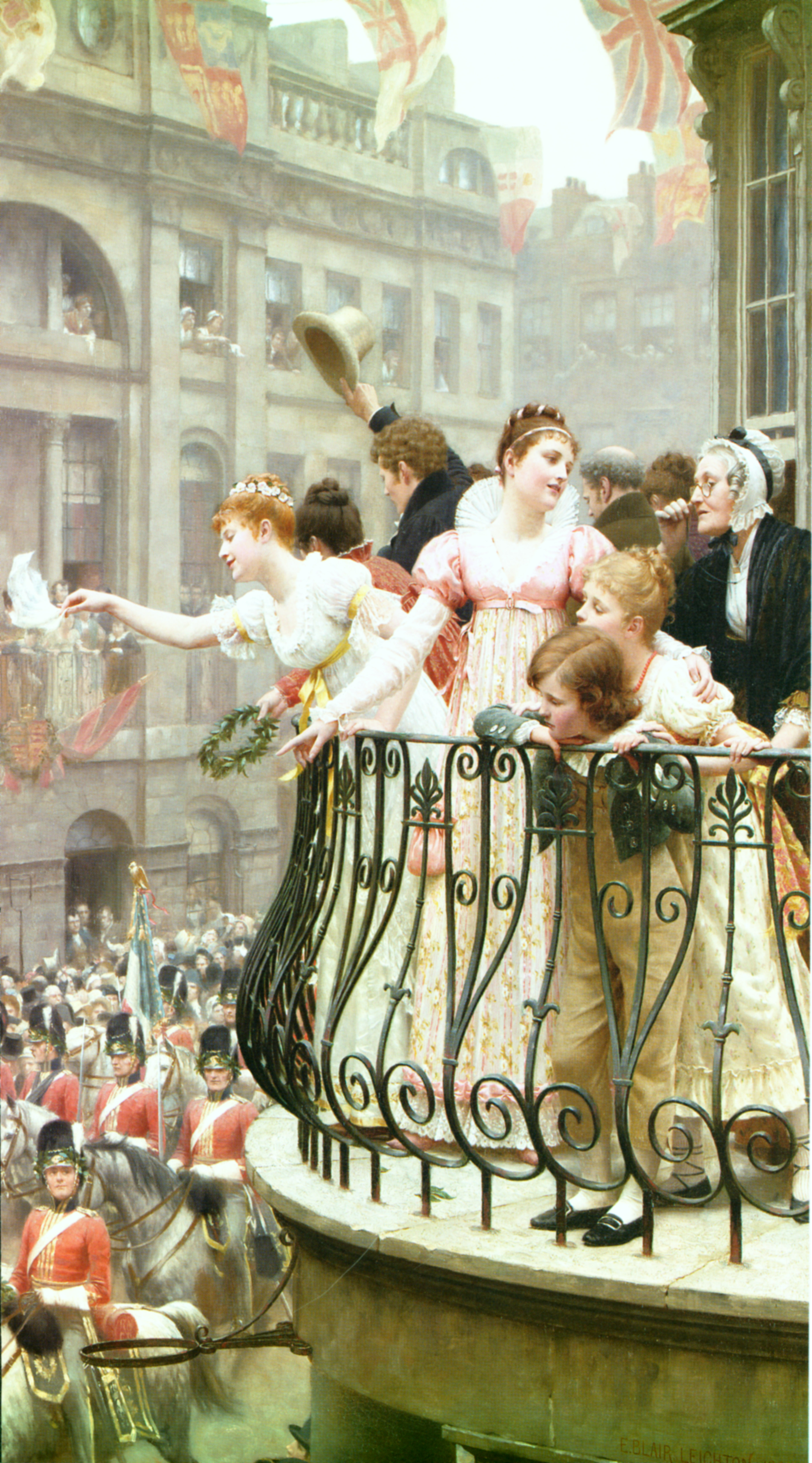
《1816년》, 1895년, 왕립예술원
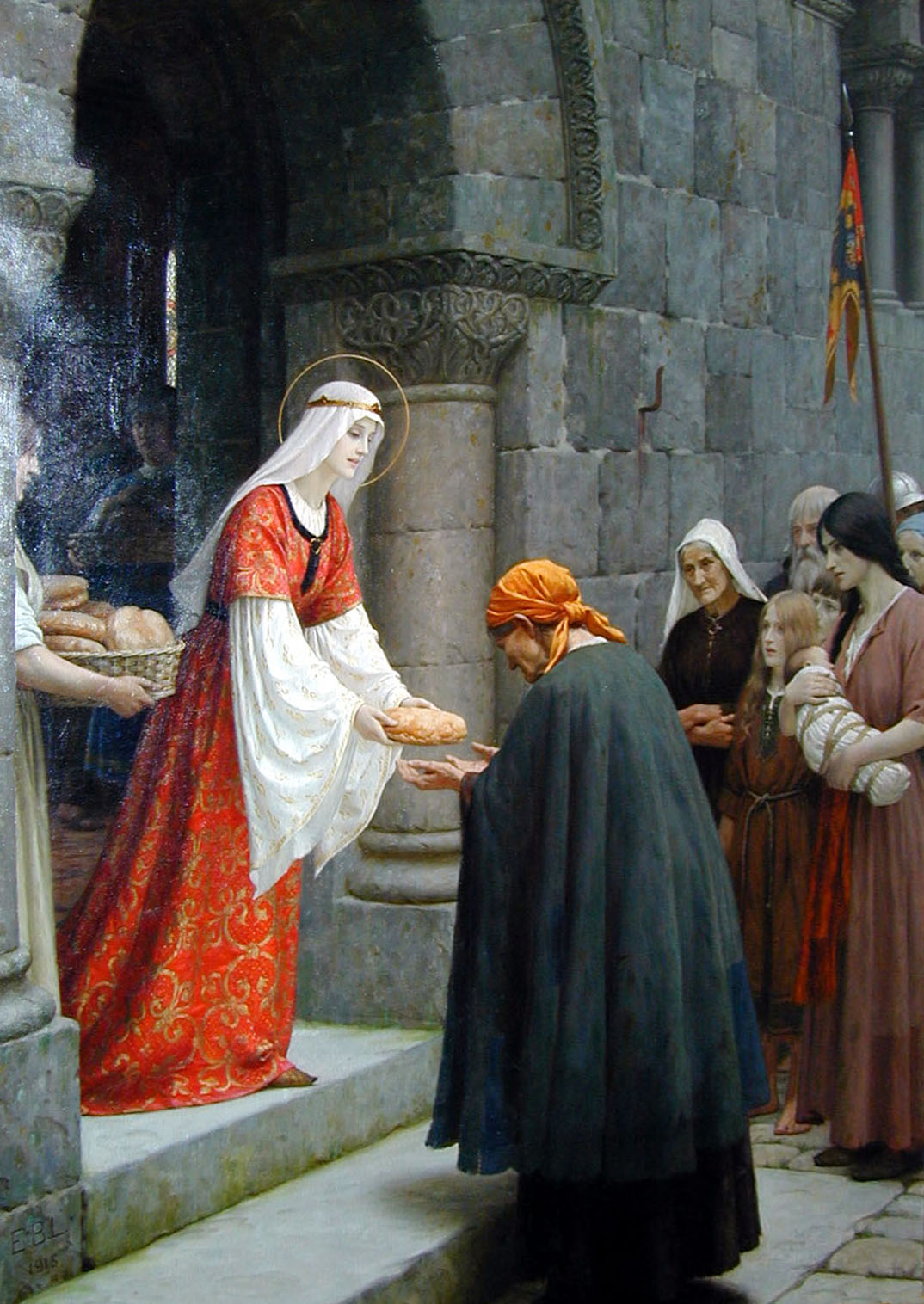
《헝가리의 엘리자베트의 관용》, 1895년
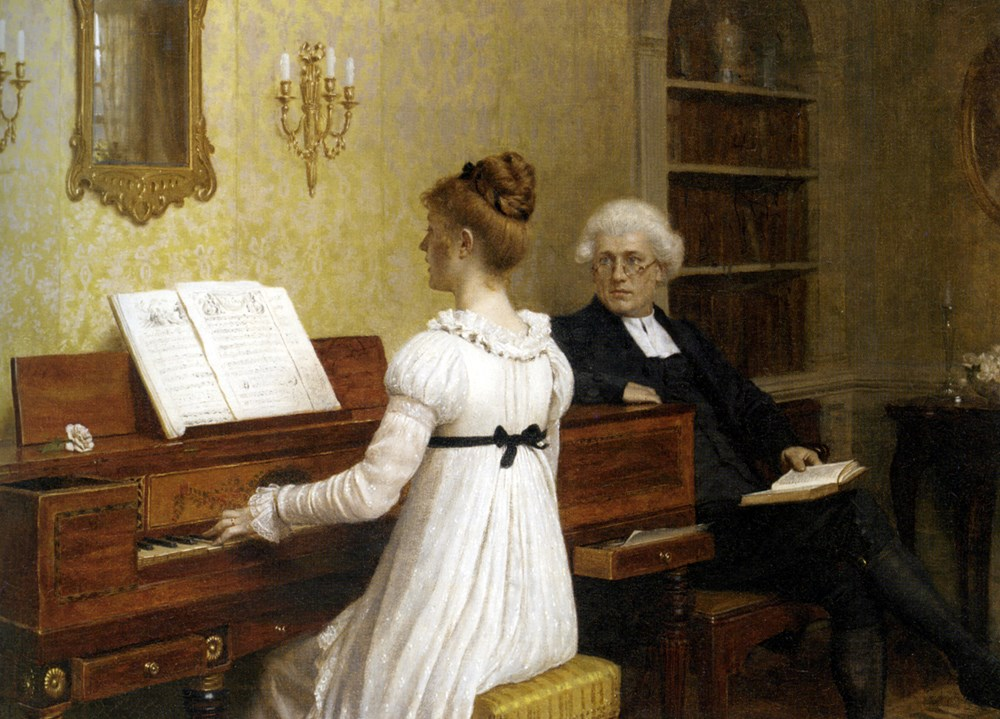
《피아노 레슨》, 1896년
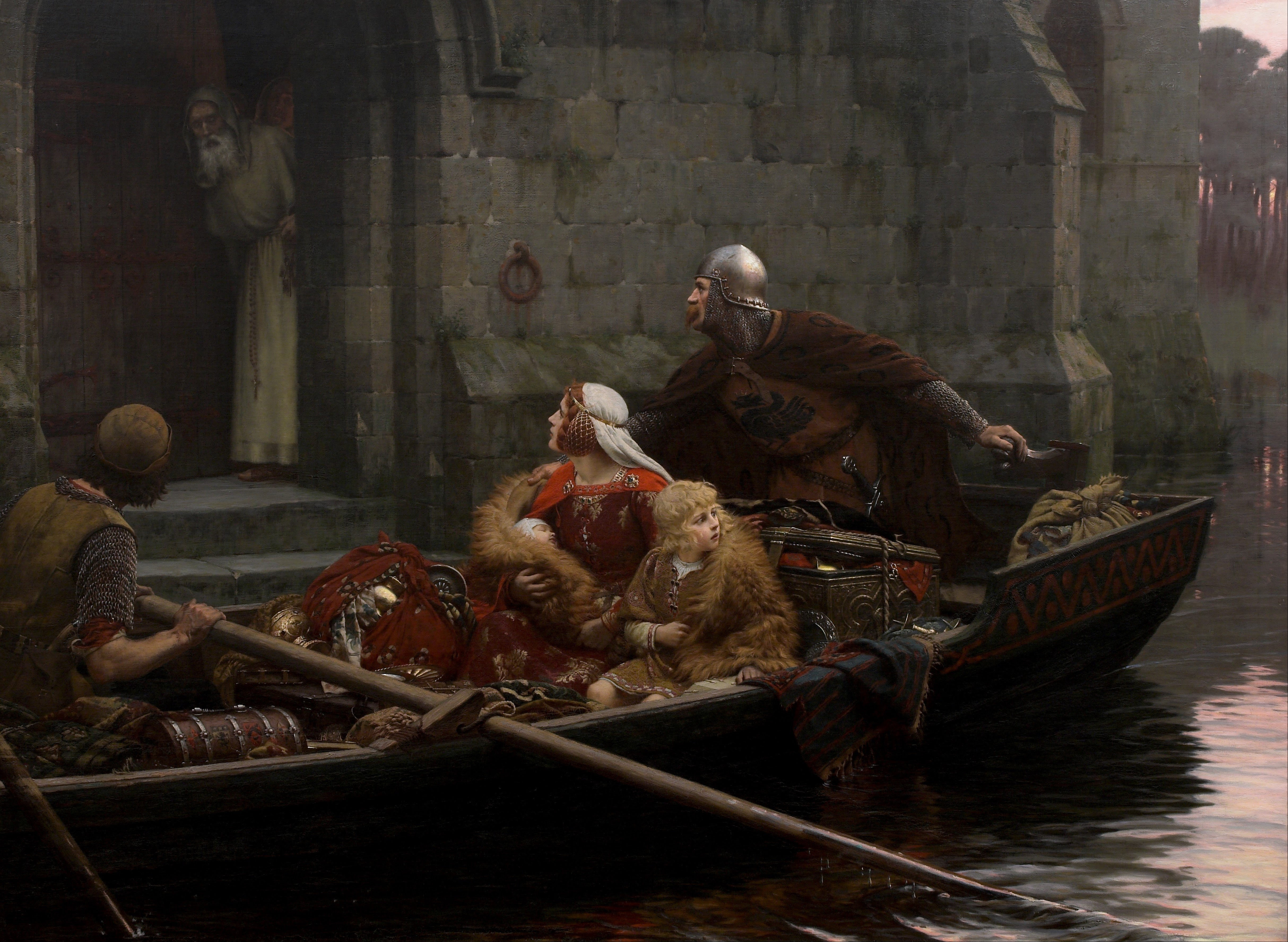
《위험한 시기》, 1897년, 오클랜드 아트 갤러리
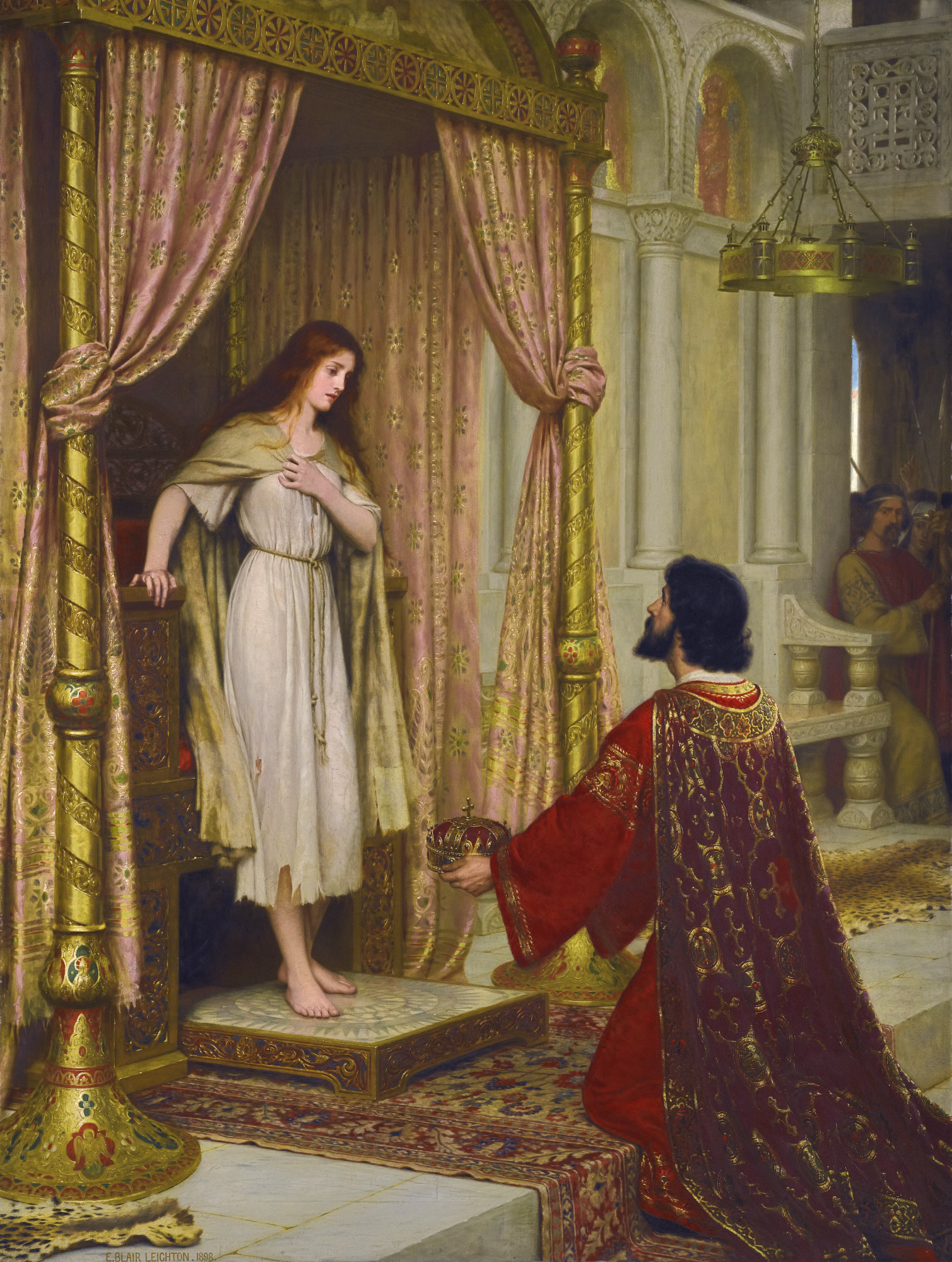
《왕과 거지 시녀》, 1898년
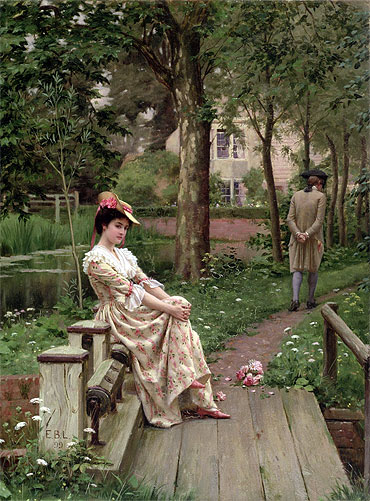
《휴식》(Off), 1899년, 맨체스터 미술관
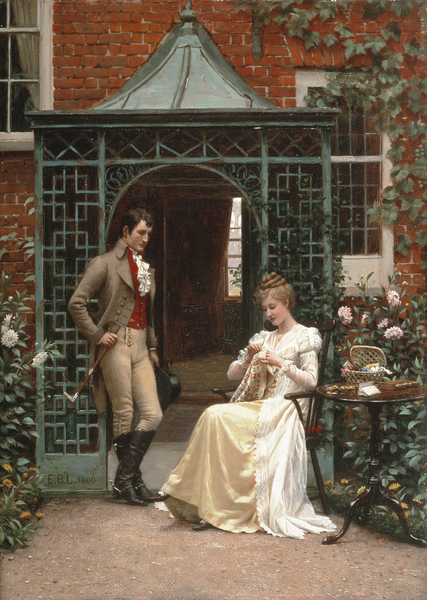
《문턱에서》, 1900년, 맨체스터 미술관
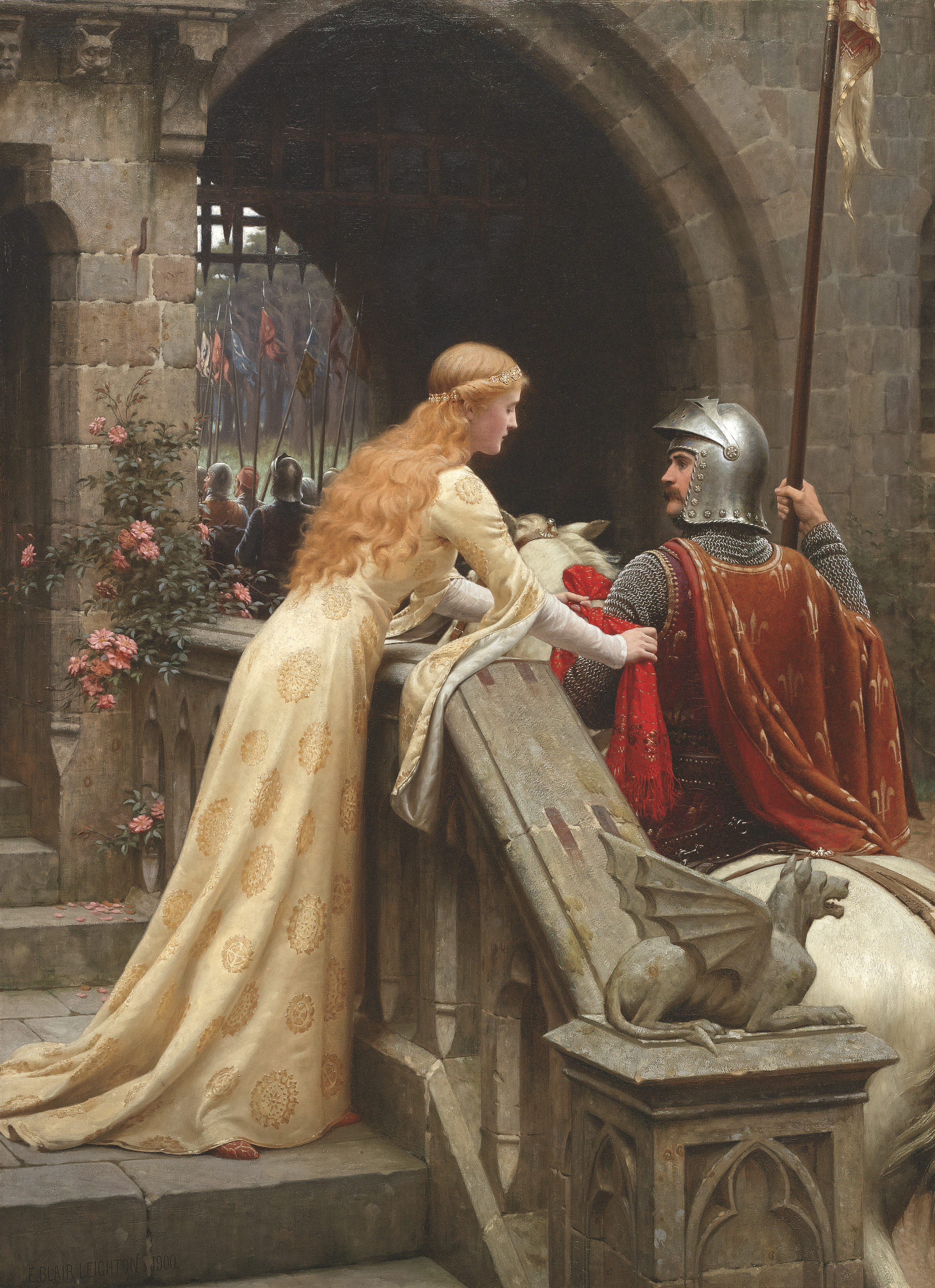
《행운의 기원》(God Speed), 1900년
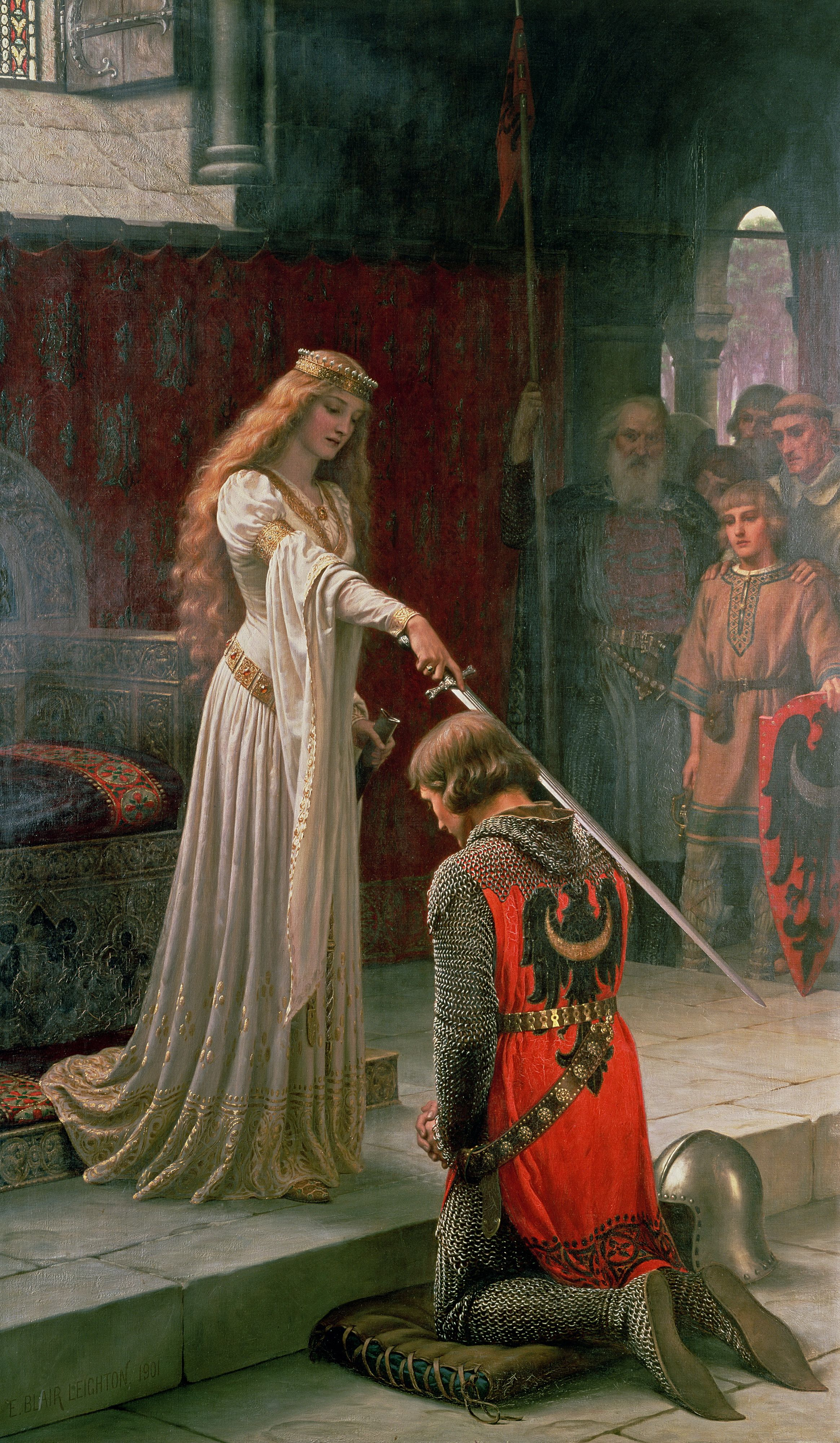
《작위 수여식》(Accolade), 1901년
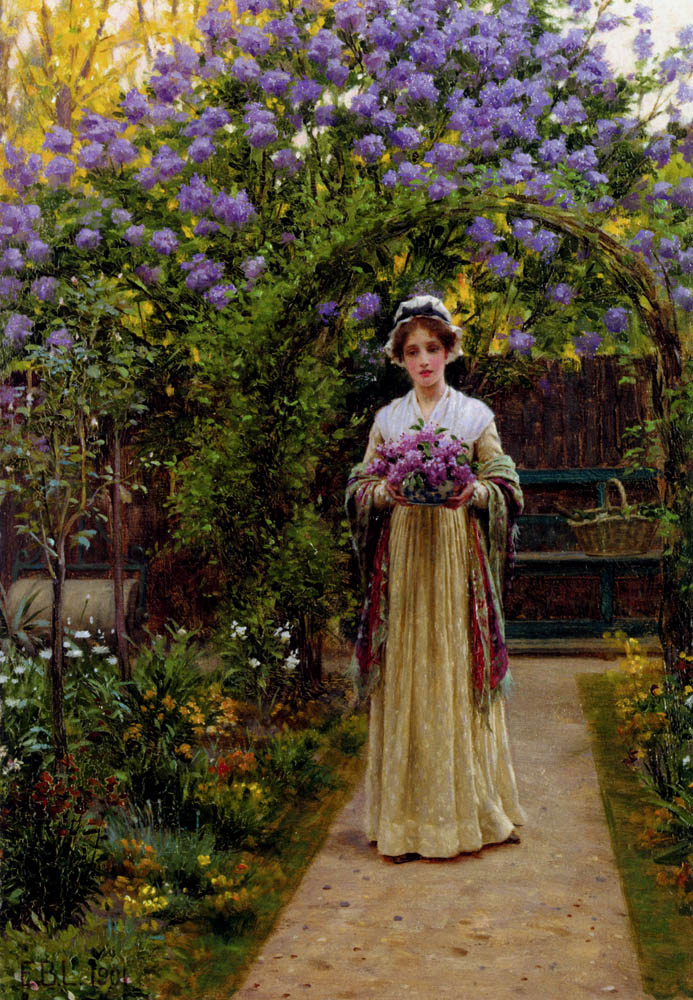
《라일락》, 1901년
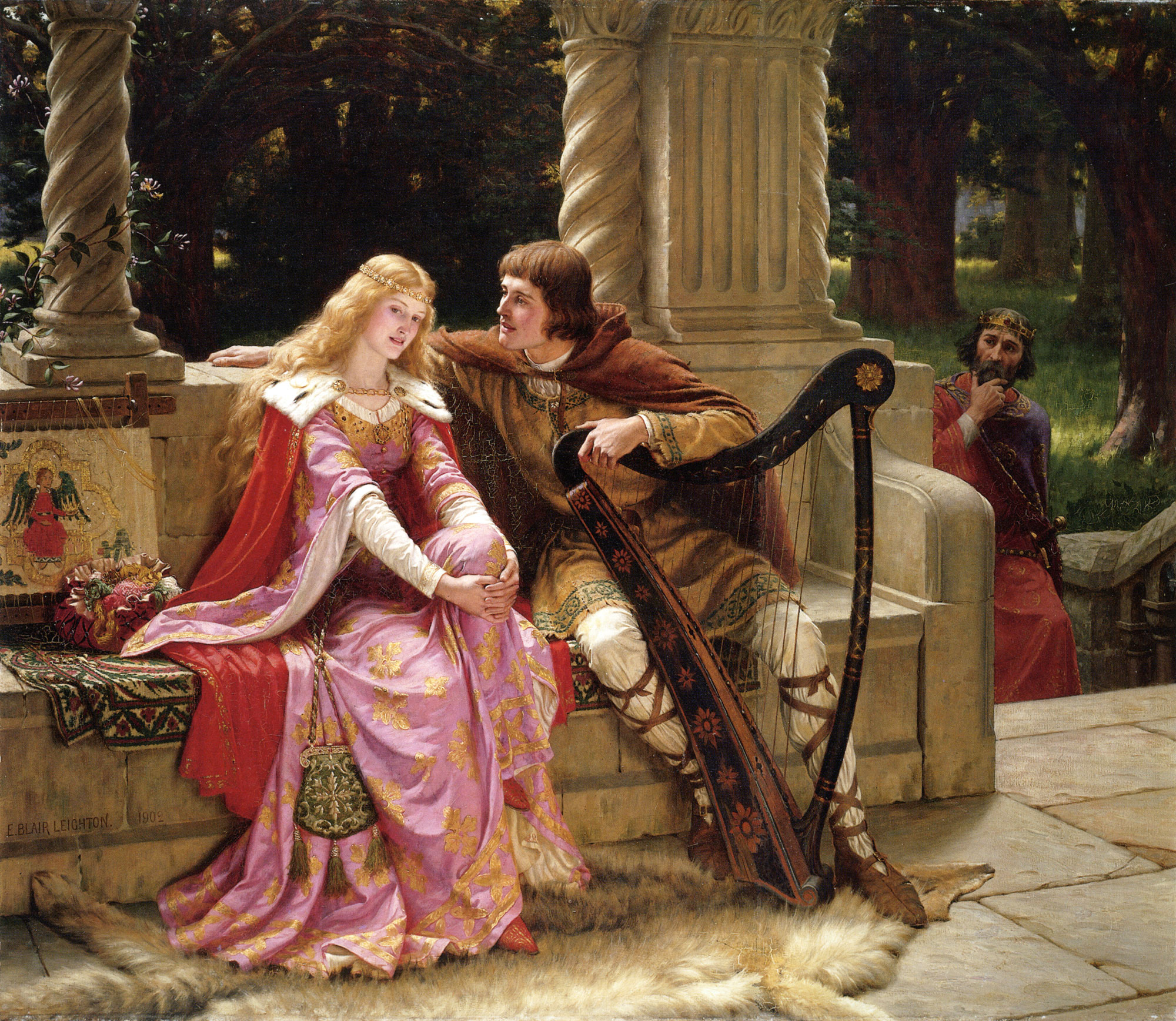
《트리스탄과 이졸데》 또는 《노래의 끝》, 1902년
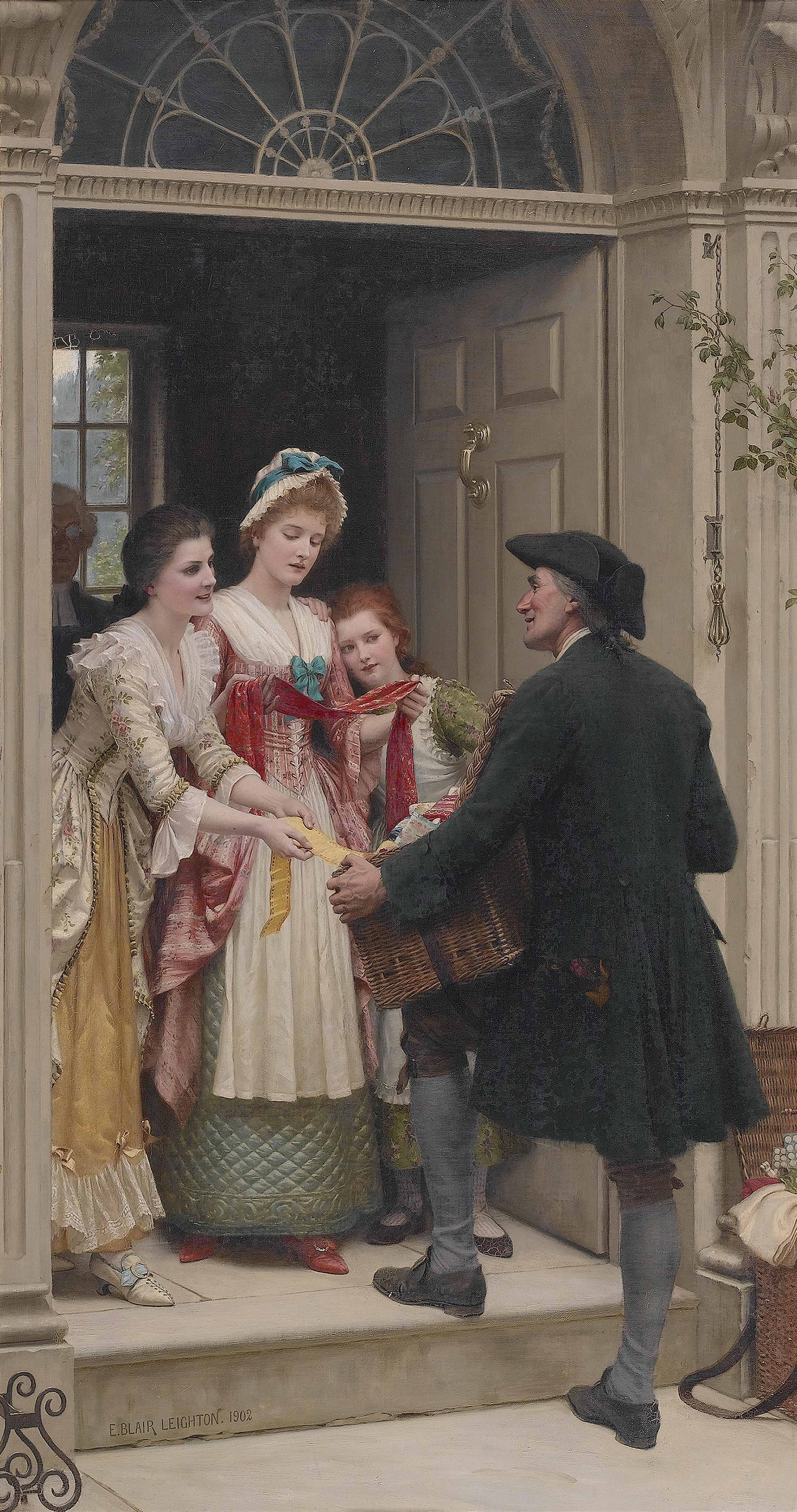
《예쁜 얼굴을 위한 리본과 끈》, 1902년
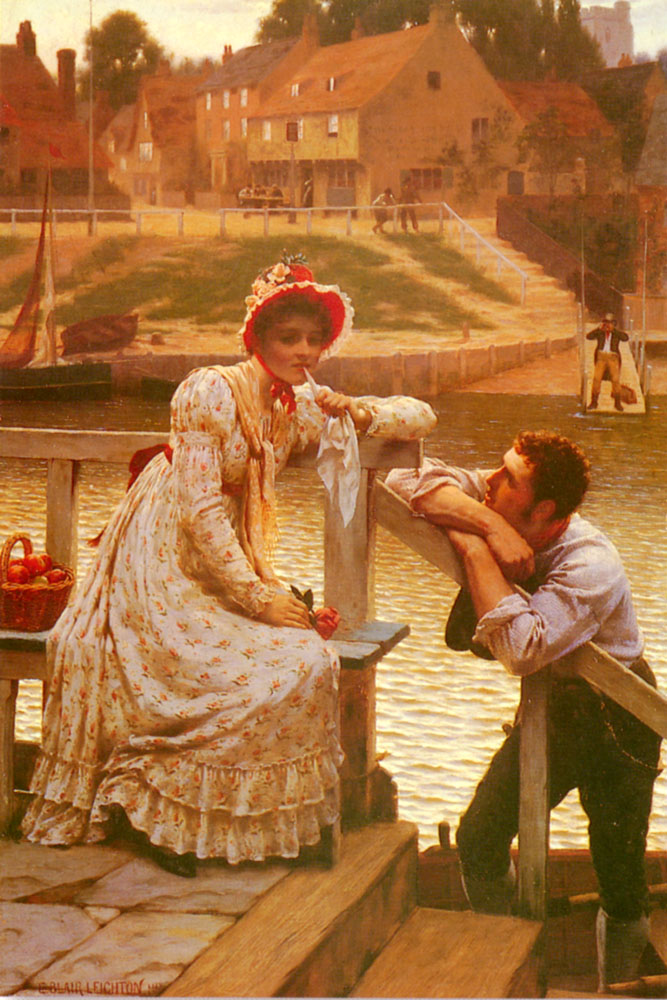
《구애》, 1903년
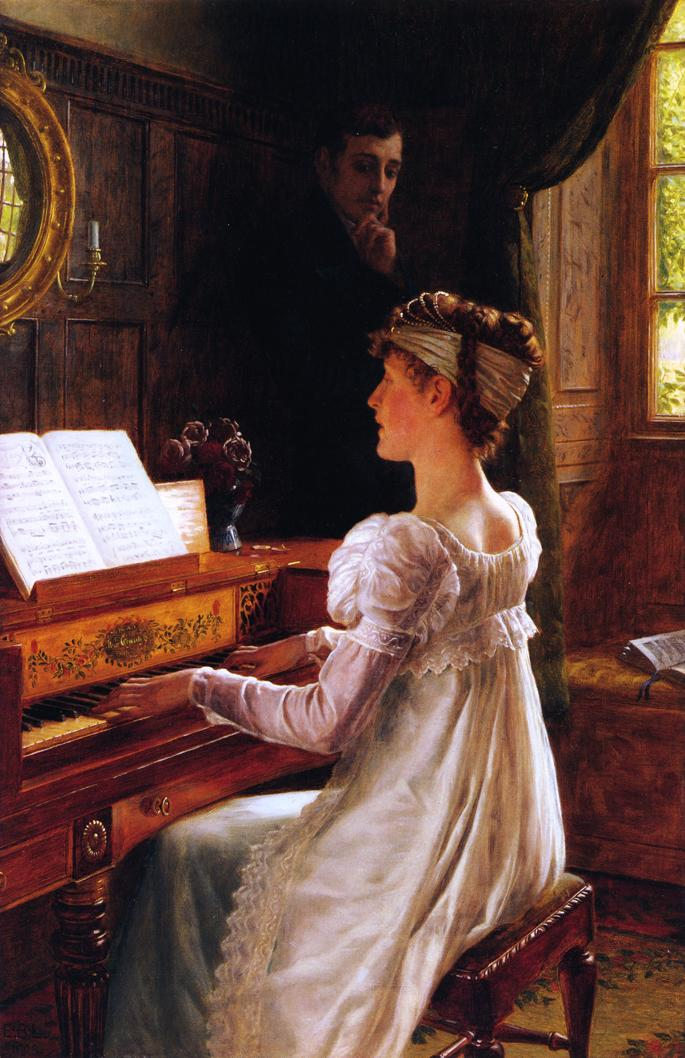
《구애》, 1903년
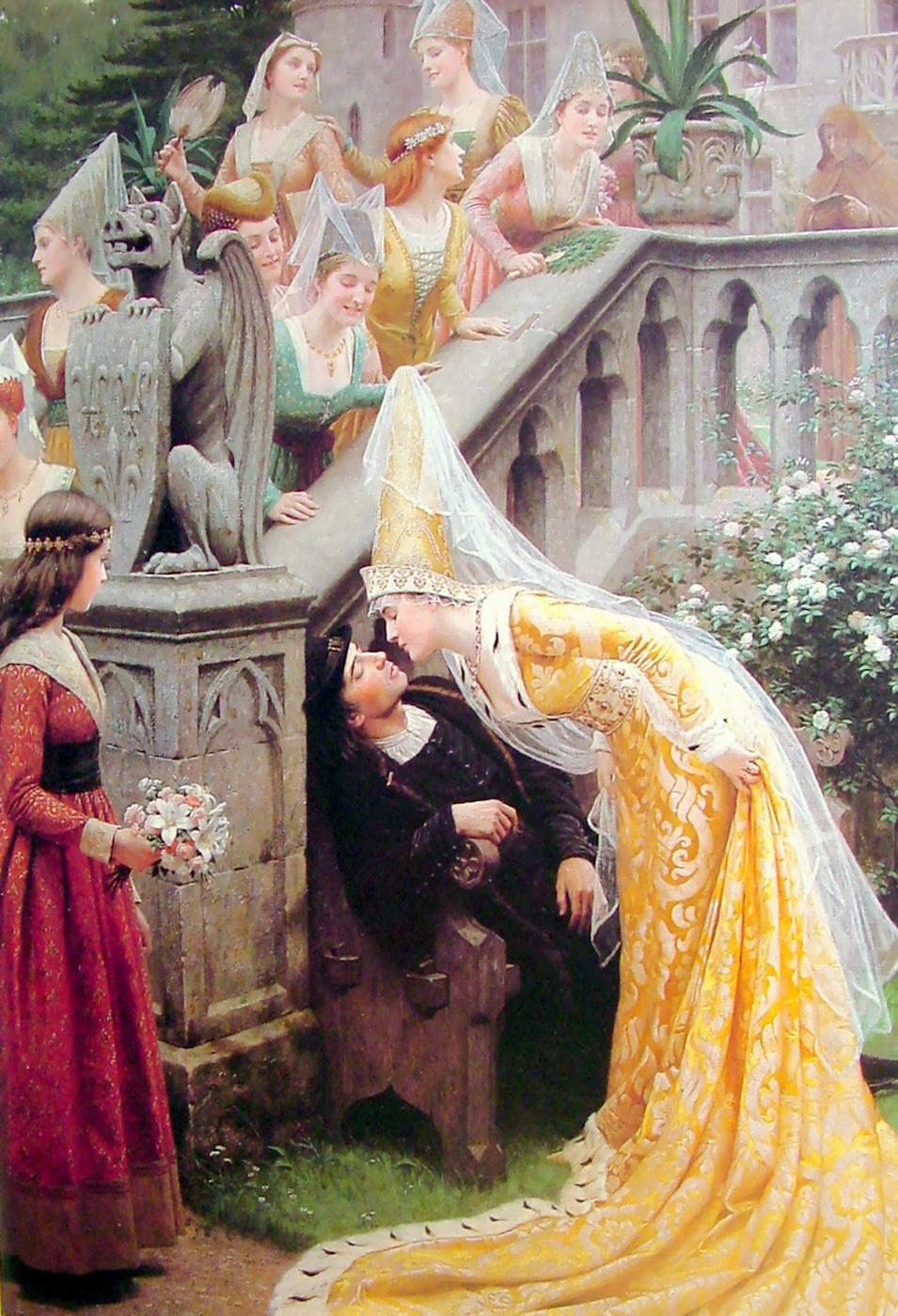
《잠든 시인 알랭 샤르티에에게 키스하는 여왕》, 1903년
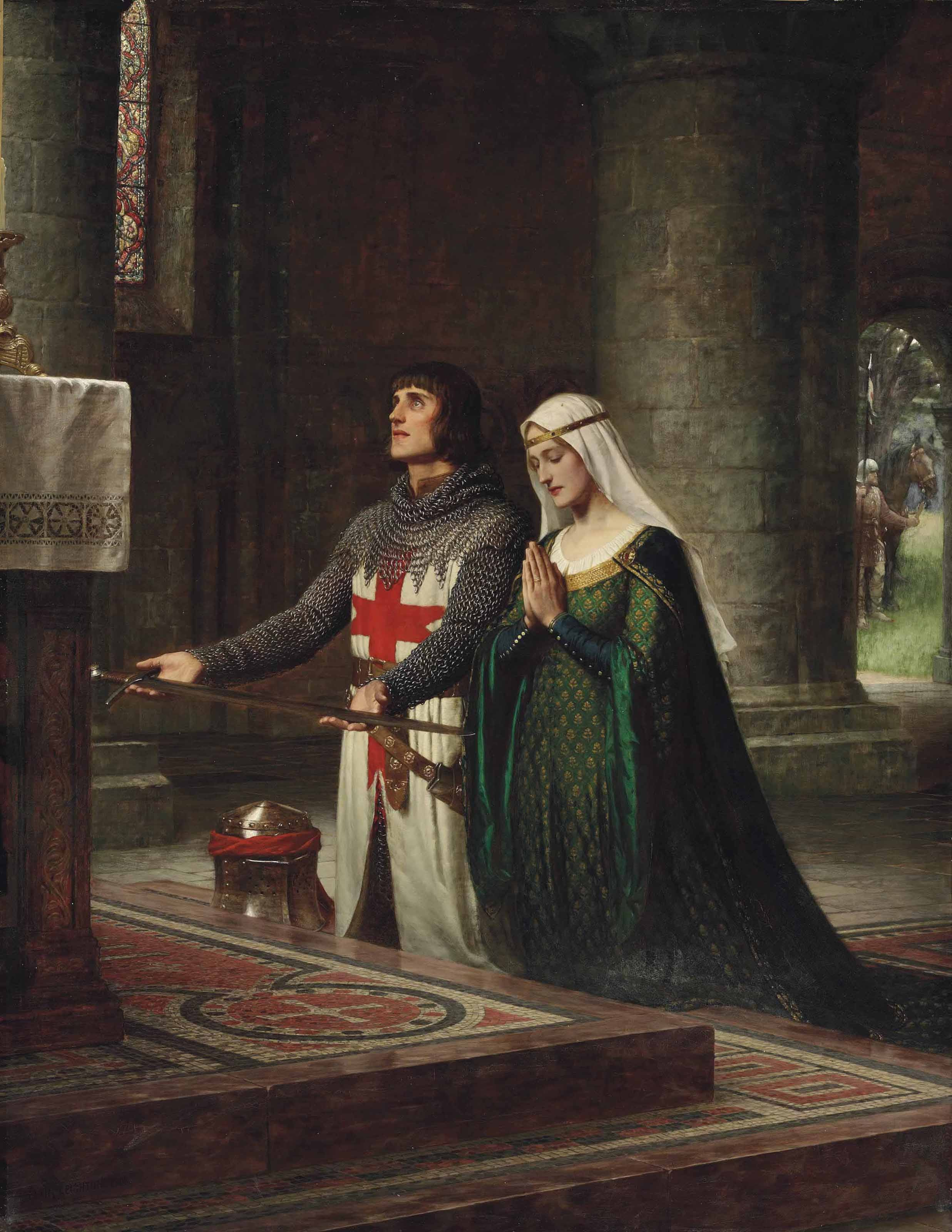
《봉헌식》, 1908년
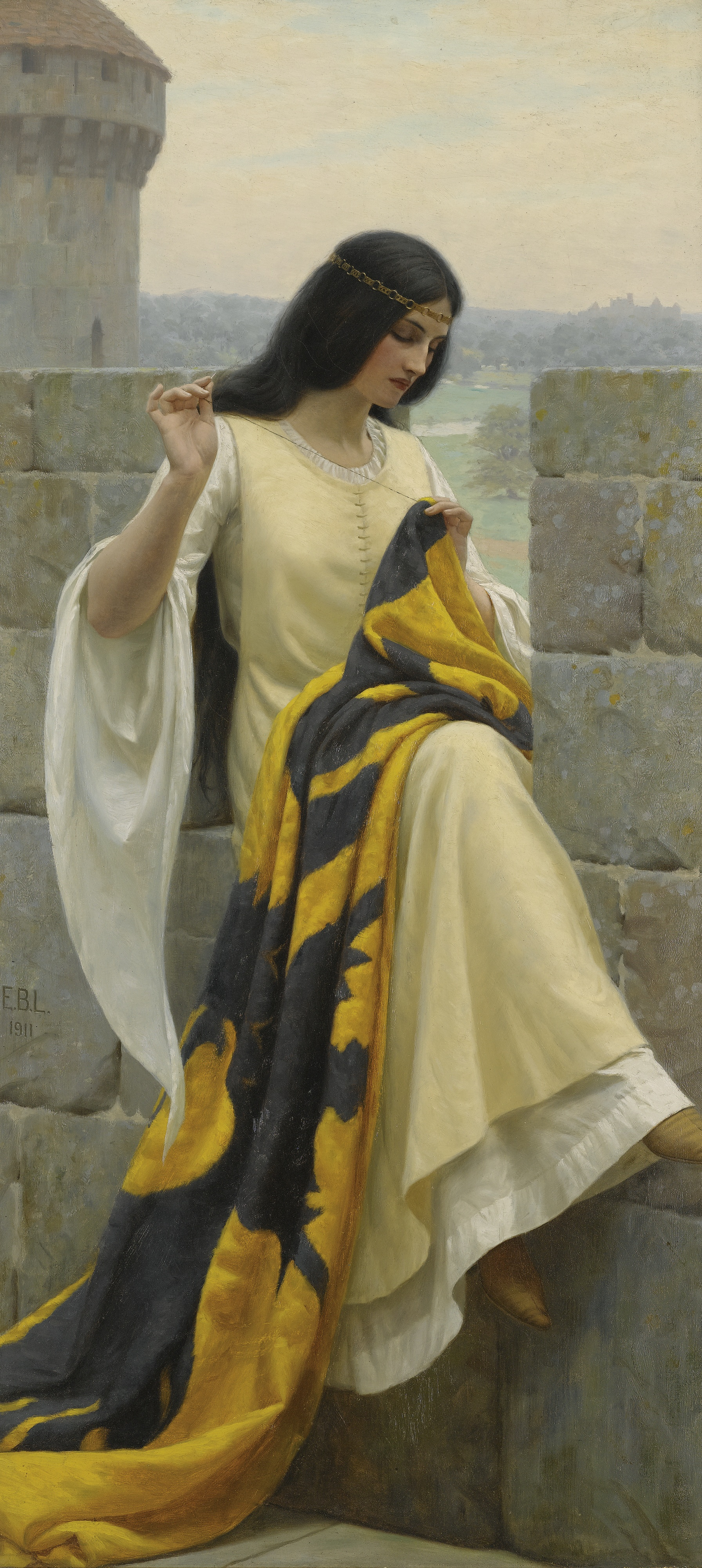
《왕실 깃발 바느질》, 1911년
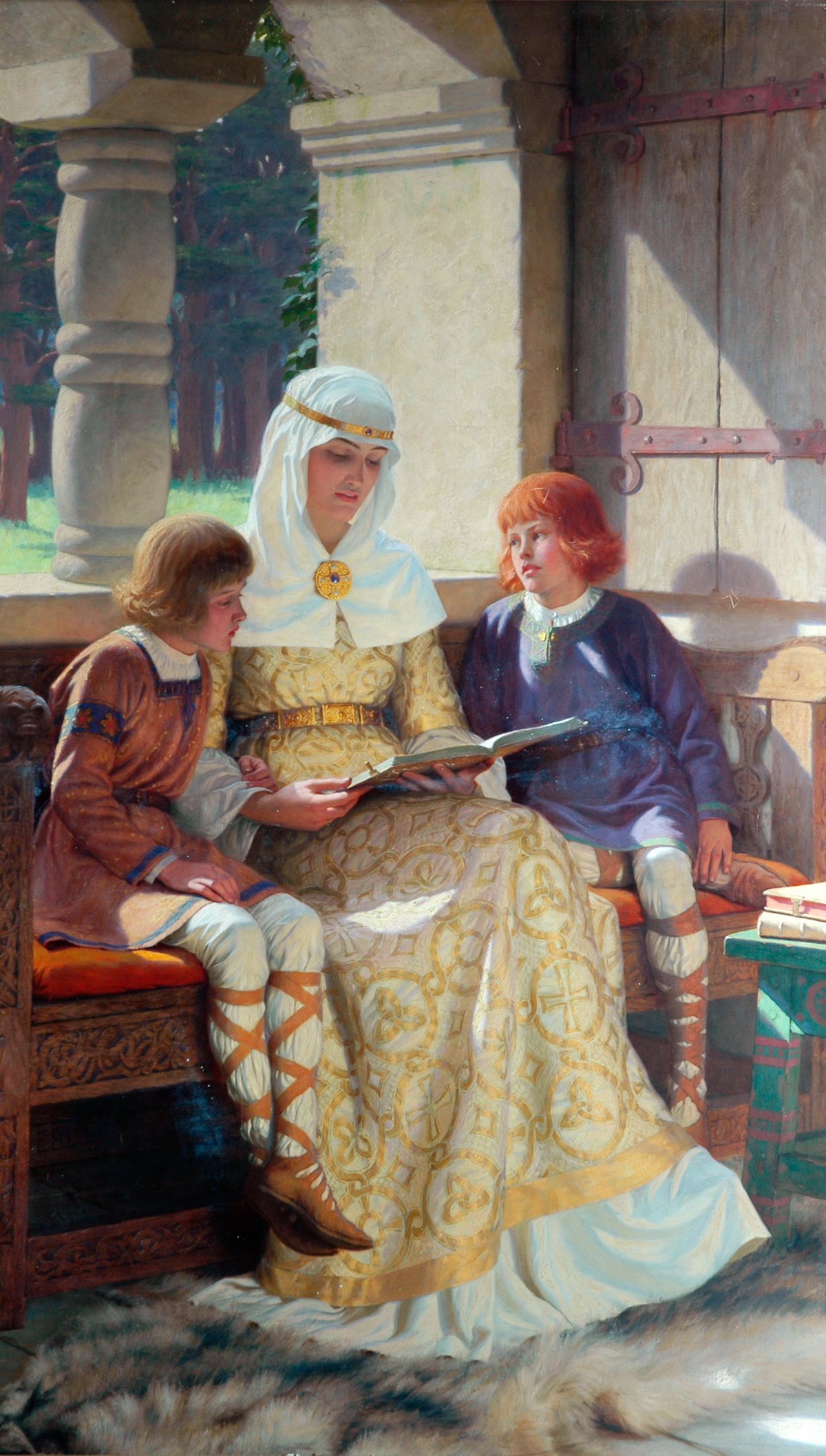
《앨프레드 대왕의 어린 시절》, 1913년
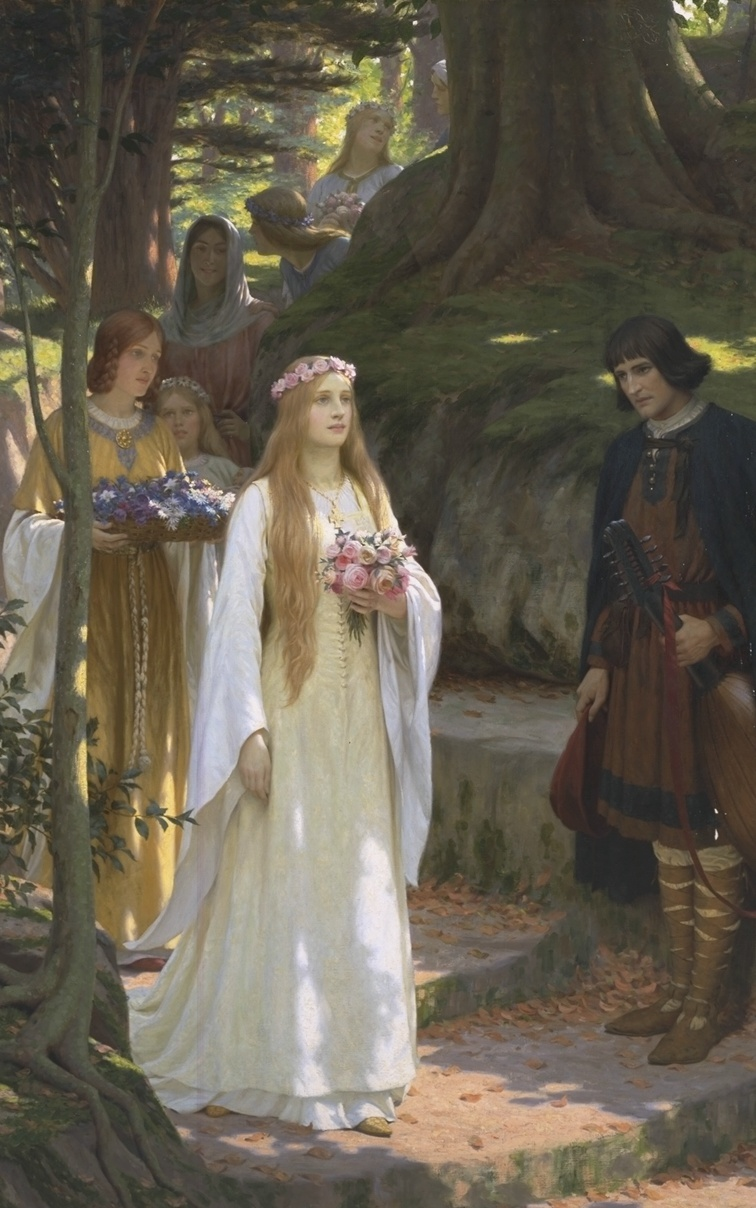
《마이 페어 레이디》, 1914년
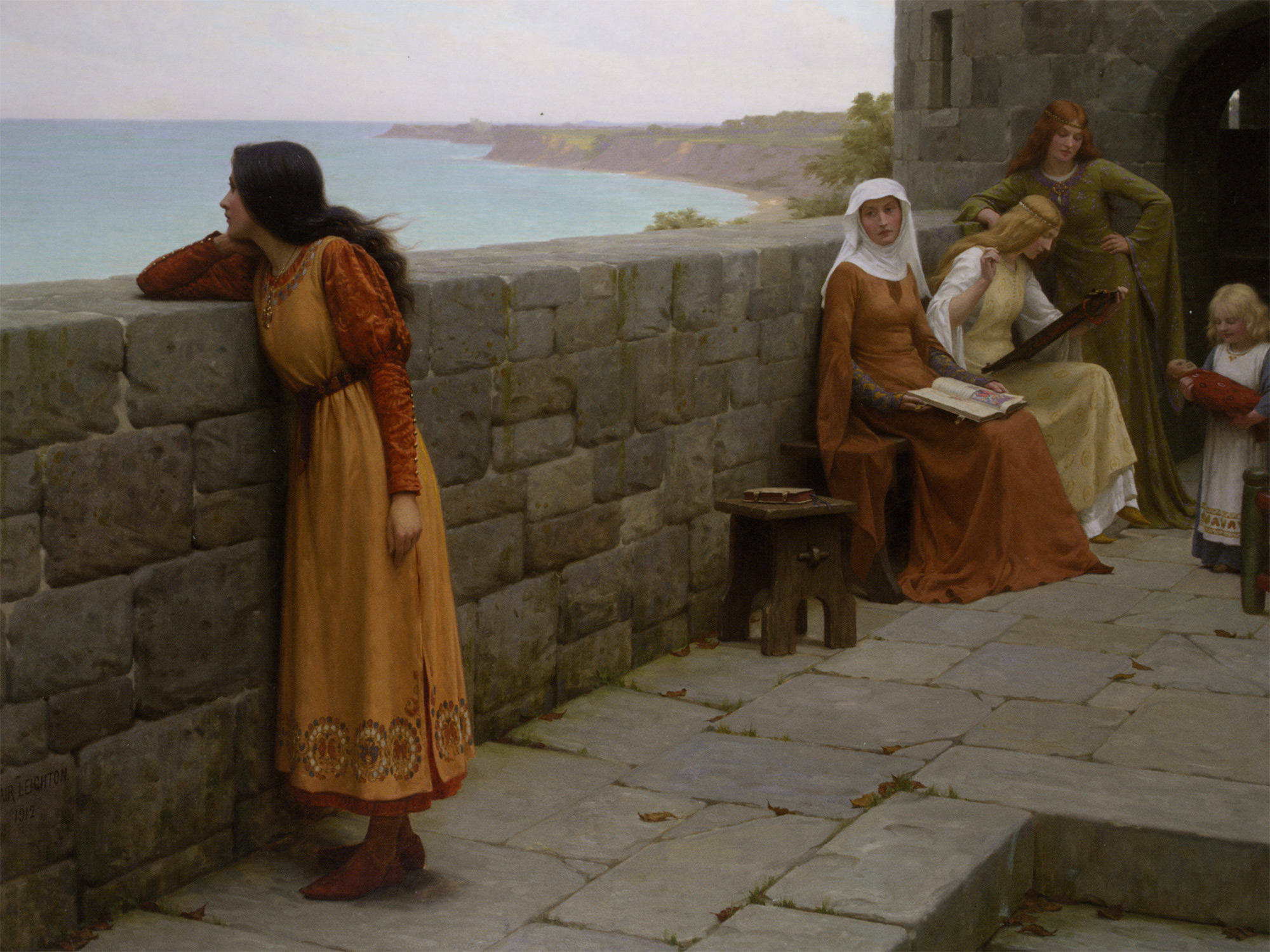
《인질》, 1912년